# Недари (Малопольське воєводство)
Недари (пол. Niedary) — село в Польщі, у гміні Дрвіня Бохенського повіту Малопольського воєводства.
Населення — 311 осіб (2011).
У 1975-1998 роках село належало до Краківського воєводства.

## Демографія
Демографічна структура станом на 31 березня 2011 року:
|          | Загалом | Допрацездатний вік | Працездатний вік | Постпрацездатний вік |
| -------- | ------- | ------------------ | ---------------- | -------------------- |
| Чоловіки | 164     | 43                 | 107              | 14                   |
| Жінки    | 147     | 24                 | 82               | 41                   |
| Разом    | 311     | 67                 | 189              | 55                   |